# Tennis Masters Series 2003
Tennis Masters Series 2003 est un jeu vidéo de tennis développé par Microïds et édité par Hip Games, sorti en 2002 sur Windows, PlayStation 2, Xbox et Game Boy Advance.

## Accueil
- Jeux vidéo Magazine : 13/20 (GBA)[1]
- Jeuxvideo.com : 13/20 (XB)[2] - 15/20 (PC)[3] - 16/20 (GBA)[4]